# Marcus Iunius Pera
Marcus Iunius Pera entstammte dem römischen Plebejergeschlecht der Junier. Er war 230 v. Chr. Konsul, 225 v. Chr. Zensor sowie 216 v. Chr. Diktator.

## Leben
Sowohl der Vater als auch der Großvater von Marcus Iunius Pera führten laut der Filiationsangabe der Fasti Capitolini das Pränomen Decimus. Demnach war Marcus Iunius Pera der Sohn des Konsuls von 266 v. Chr., Decimus Iunius Pera. Die niedrigeren Ämter seiner Laufbahn sind nicht bekannt; er wird in den Quellen erst 230 v. Chr. erwähnt, als er das Konsulat gemeinsam mit Marcus Aemilius Barbula ausübte. Beiden Konsuln wurde der Kampf gegen den Stamm der Ligurer übertragen. Die nächste Station von Iunius Peras cursus honorum war die Zensur, die er 225 v. Chr. ausübte, wobei sein Amtskollege Gaius Claudius Centho war.
Nachdem die Römer 216 v. Chr. im Zweiten Punischen Krieg die verheerende Niederlage in der Schlacht von Cannae gegen Hannibal erlitten hatten, wurden im Sommer desselben Jahres Iunius Pera zum Diktator zur Kriegsführung (rei gerundae causa) sowie Tiberius Sempronius Gracchus zu seinem Magister equitum ernannt. Er sollte vor allem durch eine umfassende Mobilmachung dafür sorgen, dass die stark dezimierten römischen Truppen frische Kräfte erhielten. Zur Erfüllung seiner Aufgabe rekrutierte er sehr junge, noch nicht wehrpflichtige Männer ab einem Alter von 17 Jahren, ferner Straffällige und sogar 8000 Sklaven, die der römische Staat zu diesem Zweck freikaufte. Inzwischen schickte Hannibal zehn Männer nach Rom, die zu den zahlreichen nach der Niederlage bei Cannae in karthagische Gefangenschaft geratenen Römern gehörten, um deren Freikauf zu erbitten. Sie wurden von Hannibals Bevollmächtigtem Karthalo begleitet, der die punischen Friedensbedingungen erläutern sollte. In seiner Eigenschaft als Diktator ließ Iunius Pera aber Karthalo auffordern, Rom sofort wieder zu verlassen. Er verhandelte im Senat mit den Gesandten der gefangenen Römer, doch letztlich wurde entschieden, die festgehaltenen Landsleute nicht loszukaufen.
Während Capua zu Hannibal abfiel, leistete das nahegelegene, den Übergang über den Apenninenfluss Volturnus beherrschende Casilinum (an dessen Stelle das heutige Capua steht) dem punischen Feldherrn entschiedene Gegenwehr. Daher zog Iunius Pera im Herbst 216 v. Chr. mit seinen neu ausgehobenen Truppen nach Kampanien, um Casilinum in römischem Besitz zu erhalten. Während er sich vorübergehend wieder nach Rom begab, um die Auspizien zu erneuern, fiel Casilinum laut der Darstellung des römischen Geschichtsschreibers Titus Livius in Feindeshand. Andere Autoren berichten außerdem das von Livius nicht erwähnte Detail, dass Iunius Pera einer Kriegslist Hannibals auf den Leim ging und bei einem Überfall eine militärische Schlappe einstecken musste. Diese Niederlage dürfte auch mit schuld daran gewesen sein, dass die Römer Casilinum nicht behaupten konnten. Der Althistoriker Friedrich Münzer glaubt, dass die geringen Erfolge von Iunius Pera wohl Anlass zu Unmut gaben und bewirkten, ganz gegen die übliche Praxis am Jahresende Marcus Fabius Buteo zum zweiten Diktator (mit dem Aufgabenbereich der Senatsergänzung) zu machen und nie wieder einen Diktator rei gerundae causa zu ernennen.
Zum zweiten Mal reiste Iunius Pera schließlich in die Hauptstadt, um die Wahlen für das nächste Jahr zu leiten. Der Oberbefehl über seine Truppen wurde sodann von den neuen Konsuln übernommen. Ab diesem Zeitpunkt wird Iunius Pera nicht mehr erwähnt.